# Lars Tubring
Lars Erik Tubring, född 13 november 1919 i Skövde, död 23 januari 2000 i Göteborgs Johannebergs församling, Göteborg, var en svensk arkitekt.
Tubring, som var son till löjtnant B. Johansson och Gerda Andersson, avlade studentexamen 1939 och utexaminerades från Chalmers tekniska högskola 1946. Han anställdes av det HSB-ägda AB Borohus 1946, blev distriktsarkitekt på stadsarkitektskontoret i Göteborgs stad samma år och var arkitekt på Göteborgs Förorters Arkitektkontor och stadsarkitekt i Lerums landskommun från 1962. Han var timlärare på Slöjdföreningens skola i Göteborg 1950–1962, lektor vid tekniska gymnasiet i Borås 1962–1963, timlärare vid tekniska gymnasiet II i Göteborg 1963–1964 och lektor vid tekniska gymnasiet II i Göteborg från 1964. Tubring är begravd på Vallda kyrkogård.